# Puchar Heinekena (2012/2013)
Puchar Heinekena 2012/2013 – osiemnasta edycja Pucharu Heinekena, pierwszego poziomu europejskich klubowych rozgrywek w rugby union. Zawody odbyły się w dniach 12 października 2012 – 18 maja 2013 roku.
Najwięcej punktów w sezonie zdobył Morgan Parra, w klasyfikacji przyłożeń zwyciężył zaś Napolioni Nalaga.

## Faza grupowa

### Grupa A
| 13 października 201213:35 | Edynburg                                                                                                | 0:45(0:16) | Saracens | Murrayfield Stadium, Edynburg Widzów: 6 543 Sędzia: John Lacey |
| 13 października 201213:35 | Alex Goode 5 (P) Charlie Hodgson 25 (P 4pd 4K) Chris Ashton 5 (P) Joel Tomkins 5 (P) Owen Farrell 5 (P) | 0:45(0:16) |          | Murrayfield Stadium, Edynburg Widzów: 6 543 Sędzia: John Lacey |
| 13 października 201213:35 | Schalk Brits                                                                                            | 0:45(0:16) |          | Murrayfield Stadium, Edynburg Widzów: 6 543 Sędzia: John Lacey |

| 13 października 201214:35 | Racing Métro                                                          | 22:17(13:10) | Munster                                                                      | Stade de France, Saint-Denis Widzów: 21 102 Sędzia: Greg Garner |
| 13 października 201214:35 | Maxime Machenaud 5 (P) Mirco Bergamasco 3 (K) Olly Barkley 14 (pd 4K) | 22:17(13:10) | Ian Keatley 2 (pd) Ronan O’Gara 5 (pd K) Sean Dougall 5 (P) Simon Zebo 5 (P) | Stade de France, Saint-Denis Widzów: 21 102 Sędzia: Greg Garner |

| 20 października 201216:40 | Saracens                                                                              | 30:13(30:13) | Racing Métro                                                                            | Stadion Króla Baudouina I, Bruksela Widzów: 18 212 Sędzia: Nigel Owens |
| 20 października 201216:40 | Charlie Hodgson 15 (3pd 3K) Chris Wyles 5 (P) Steve Borthwick 5 (P) Will Fraser 5 (P) | 30:13(30:13) | Fabrice Estebanez 2 (pd) Gaetan Germain 3 (K) Juan José Imhoff 5 (P) Olly Barkley 3 (K) | Stadion Króla Baudouina I, Bruksela Widzów: 18 212 Sędzia: Nigel Owens |
| 20 października 201216:40 | Bernard Le Roux                                                                       | 30:13(30:13) |                                                                                         | Stadion Króla Baudouina I, Bruksela Widzów: 18 212 Sędzia: Nigel Owens |

| 21 października 201212:45 | Munster                                                                                                | 33:0(6:0) | Edynburg | Thomond Park, Limerick Widzów: 22 146 Sędzia: Wayne Barnes |
| 21 października 201212:45 | Conor Murray 5 (P) Damien Varley 5 (P) Ian Keatley 13 (2pd 3K) Peter O’Mahony 5 (P) Sean Dougall 5 (P) | 33:0(6:0) |          | Thomond Park, Limerick Widzów: 22 146 Sędzia: Wayne Barnes |

| 8 grudnia 201218:00 | Munster              | 15:9(9:3) | Saracens            | Thomond Park, Limerick Widzów: 25 600 Sędzia: Pascal Gaüzère |
| 8 grudnia 201218:00 | Ronan O’Gara 15 (5K) | 15:9(9:3) | Owen Farrell 9 (3K) | Thomond Park, Limerick Widzów: 25 600 Sędzia: Pascal Gaüzère |
| 8 grudnia 201218:00 | Donncha O’Callaghan  | 15:9(9:3) | Rhys Gill           | Thomond Park, Limerick Widzów: 25 600 Sędzia: Pascal Gaüzère |

| 8 grudnia 201219:00 | Racing Métro                                                                           | 19:9(11:6) | Edynburg             | Stade Olympique Yves-du-Manoir, Colombes Widzów: 6 873 Sędzia: Peter Fitzgibbon |
| 8 grudnia 201219:00 | Eddy Ben Arous 5 (P) Juan José Imhoff 5 (P) Maxime Machenaud 3 (K) Olly Barkley 6 (2K) | 19:9(11:6) | Greig Laidlaw 9 (3K) | Stade Olympique Yves-du-Manoir, Colombes Widzów: 6 873 Sędzia: Peter Fitzgibbon |

| 14 grudnia 201220:00 | Edynburg            | 3:15(3:6) | Racing Métro                              | Murrayfield Stadium, Edynburg Widzów: 4 598 Sędzia: Dudley Phillips |
| 14 grudnia 201220:00 | Piers Francis 3 (K) | 3:15(3:6) | Gaetan Germain 12 (4K) Olly Barkley 3 (K) | Murrayfield Stadium, Edynburg Widzów: 4 598 Sędzia: Dudley Phillips |
| 14 grudnia 201220:00 | Netani Talei        | 3:15(3:6) | Eddy Ben Arous                            | Murrayfield Stadium, Edynburg Widzów: 4 598 Sędzia: Dudley Phillips |

| 16 grudnia 201215:00 | Saracens                                     | 19:13(10:10) | Munster                                   | Vicarage Road, Watford Widzów: 15 288 Sędzia: Jérôme Garcès |
| 16 grudnia 201215:00 | David Strettle 5 (P) Owen Farrell 14 (pd 4K) | 19:13(10:10) | Doug Howlett 5 (P) Ronan O’Gara 8 (pd 2K) | Vicarage Road, Watford Widzów: 15 288 Sędzia: Jérôme Garcès |
| 16 grudnia 201215:00 | Will Fraser                                  | 19:13(10:10) |                                           | Vicarage Road, Watford Widzów: 15 288 Sędzia: Jérôme Garcès |

| 12 stycznia 201316:40 | Racing Métro                                                              | 28:37(25:18) | Saracens                                   | Stade de la Beaujoire, Nantes Widzów: 35 085 Sędzia: Alain Rolland |
| 12 stycznia 201316:40 | Juan José Imhoff 10 (2P) Luc Ducalcon 5 (P) Sebastien Descons 13 (2pd 3K) | 28:37(25:18) | Chris Wyles 5 (P) Owen Farrell 32 (pd 10K) | Stade de la Beaujoire, Nantes Widzów: 35 085 Sędzia: Alain Rolland |
| 12 stycznia 201316:40 | Benjamin Noirot · Jone Qovu Nailiko                                       | 28:37(25:18) | Chris Ashton · Will Fraser                 | Stade de la Beaujoire, Nantes Widzów: 35 085 Sędzia: Alain Rolland |

| 13 stycznia 201312:45 | Edynburg                                    | 17:26(3:12) | Munster                                     | Murrayfield Stadium, Edynburg Widzów: 6 220 Sędzia: Greg Garner |
| 13 stycznia 201312:45 | Dougie Fife 10 (2P) Greig Laidlaw 7 (2pd K) | 17:26(3:12) | Conor Murray 5 (P) Ronan O’Gara 16 (2pd 4K) | Murrayfield Stadium, Edynburg Widzów: 6 220 Sędzia: Greg Garner |
| 13 stycznia 201312:45 | Greig Laidlaw                               | 17:26(3:12) | Dave Kilcoyne                               | Murrayfield Stadium, Edynburg Widzów: 6 220 Sędzia: Greg Garner |

| 20 stycznia 201312:45 | Munster                                                                     | 29:6(17:6) | Racing Métro                   | Thomond Park, Limerick Widzów: 25 600 Sędzia: Wayne Barnes |
| 20 stycznia 201312:45 | Conor Murray 5 (P) Ian Keatley 4 (2pd) Mike Sherry 5 (P) Simon Zebo 15 (3P) | 29:6(17:6) | Gaetan Germain 6 (2K)          | Thomond Park, Limerick Widzów: 25 600 Sędzia: Wayne Barnes |
| 20 stycznia 201312:45 | Paddy Butler                                                                | 29:6(17:6) | Masi Matadigo · Antoine Battut | Thomond Park, Limerick Widzów: 25 600 Sędzia: Wayne Barnes |

| 20 stycznia 201312:45 | Saracens                                                                                                 | 40:7(14:7) | Edynburg                               | Vicarage Road, Watford Widzów: 5 673 Sędzia: Jérôme Garcès |
| 20 stycznia 201312:45 | Charlie Hodgson 5 (P) Chris Ashton 10 (2P) Chris Wyles 5 (P) Matt Stevens 5 (P) Owen Farrell 15 (3pd 3K) | 40:7(14:7) | Greig Laidlaw 2 (pd) Greig Tonks 5 (P) | Vicarage Road, Watford Widzów: 5 673 Sędzia: Jérôme Garcès |

### Grupa B
| 12 października 201220:00 | Ospreys                                                                         | 38:17(16:3) | Benetton                                                    | Liberty Stadium, Swansea Widzów: 8 746 Sędzia: Neil Paterson |
| 12 października 201220:00 | Ashley Beck 5 (P) Dan Biggar 18 (3pd 4K) Eli Walker 5 (P) Hanno Dirksen 10 (2P) | 38:17(16:3) | Kris Burton 7 (2pd K) Luke McLean 5 (P) Manoa Vosawai 5 (P) | Liberty Stadium, Swansea Widzów: 8 746 Sędzia: Neil Paterson |
| 12 października 201220:00 | Adam Rhys Jones                                                                 | 38:17(16:3) | Antonio Pavanello · Manoa Vosawai · Simone Favaro           | Liberty Stadium, Swansea Widzów: 8 746 Sędzia: Neil Paterson |

| 14 października 201216:00 | Tuluza                                   | 23:9(11:9) | Leicester Tigers  | Stadium Municipal, Tuluza Widzów: 28 000 Sędzia: Nigel Owens |
| 14 października 201216:00 | Gael Fickou 5 (P) Luke McAlister 18 (6K) | 23:9(11:9) | Toby Flood 9 (3K) | Stadium Municipal, Tuluza Widzów: 28 000 Sędzia: Nigel Owens |
| 14 października 201216:00 | Gurthro Steenkamp                        | 23:9(11:9) |                   | Stadium Municipal, Tuluza Widzów: 28 000 Sędzia: Nigel Owens |

| 20 października 201214:35 | Benetton                        | 21:33(18:9) | Tuluza                                                                          | Stadio comunale di Monigo, Treviso Widzów: 5 000 Sędzia: Leighton Hodges |
| 20 października 201214:35 | Kris Burton 21 (7K)             | 21:33(18:9) | Louis Picamoles 5 (P) Luke McAlister 18 (3pd 4K) Vincent Clerc 5 (P) Error 2042 | Stadio comunale di Monigo, Treviso Widzów: 5 000 Sędzia: Leighton Hodges |
| 20 października 201214:35 | Manoa Vosawai · Robert Barbieri | 21:33(18:9) | Christopher Tolofua · Vincent Clerc · Christopher Tolofua                       | Stadio comunale di Monigo, Treviso Widzów: 5 000 Sędzia: Leighton Hodges |

| 21 października 201215:00 | Leicester Tigers                                               | 39:22(10:10) | Ospreys                                | Welford Road, Leicester Widzów: 20 224 Sędzia: Romain Poite |
| 21 października 201215:00 | Ben Youngs 5 (P) Manu Tuilagi 10 (2P) Toby Flood 24 (P 2pd 5K) | 39:22(10:10) | Dan Biggar 17 (pd 5K) Ryan Jones 5 (P) | Welford Road, Leicester Widzów: 20 224 Sędzia: Romain Poite |
| 21 października 201215:00 | Ryan Bevington                                                 | 39:22(10:10) |                                        | Welford Road, Leicester Widzów: 20 224 Sędzia: Romain Poite |

| 8 grudnia 201214:35 | Tuluza | 30:14(12:7) | Ospreys                                                                           | Stade Ernest-Wallon, Tuluza Widzów: 17 865 Sędzia: Alain Rolland |
| 8 grudnia 201214:35 | Census Johnston 5 (P) Florian Fritz 5 (P) Jean-Marc Doussain 3 (K) Luke McAlister 2 (pd) Vincent Clerc 5 (P) Yannick Nyanga 5 (P) Yoann Huget 5 (P) | 30:14(12:7) | Dan Biggar 2 (pd) Kahn Fotualiʻi 5 (P) Matthew Morgan 2 (pd) Ryan Bevington 5 (P) | Stade Ernest-Wallon, Tuluza Widzów: 17 865 Sędzia: Alain Rolland |

| 9 grudnia 201215:00 | Leicester Tigers                                                             | 33:25(26:7) | Benetton                                                                                        | Welford Road, Leicester Widzów: 18 432 Sędzia: George Clancy |
| 9 grudnia 201215:00 | George Ford 8 (4pd) Julian Salvi 10 (2P) Manu Tuilagi 5 (P) Matt Smith 5 (P) | 33:25(26:7) | Alberto Di Bernardo 10 (2pd 2K) Christian Loamanu 5 (P) Dean Budd 5 (P) Lorenzo Cittadini 5 (P) | Welford Road, Leicester Widzów: 18 432 Sędzia: George Clancy |
| 9 grudnia 201215:00 | Simone Favaro                                                                | 33:25(26:7) |                                                                                                 | Welford Road, Leicester Widzów: 18 432 Sędzia: George Clancy |

| 15 grudnia 201213:35 | Ospreys                                | 17:6(9:6) | Tuluza                            | Liberty Stadium, Swansea Widzów: 10 110 Sędzia: George Clancy |
| 15 grudnia 201213:35 | Dan Biggar 12 (dg 3K) Eli Walker 5 (P) | 17:6(9:6) | Jean-Marc Doussain 6 (dg K)       | Liberty Stadium, Swansea Widzów: 10 110 Sędzia: George Clancy |
| 15 grudnia 201213:35 | Adam Rhys Jones                        | 17:6(9:6) | Jean Bouilhou · Patricio Albacete | Liberty Stadium, Swansea Widzów: 10 110 Sędzia: George Clancy |

| 15 grudnia 201214:35 | Benetton                          | 13:14(10:7) | Leicester Tigers                          | Stadio comunale di Monigo, Treviso Widzów: 3 500 Sędzia: Alain Rolland |
| 15 grudnia 201214:35 | Alberto Di Bernardo 8 (pd 2K)     | 13:14(10:7) | Adam Thompstone 5 (P) George Ford 4 (2pd) | Stadio comunale di Monigo, Treviso Widzów: 3 500 Sędzia: Alain Rolland |
| 15 grudnia 201214:35 | Christian Loamanu · Michele Rizzo | 13:14(10:7) |                                           | Stadio comunale di Monigo, Treviso Widzów: 3 500 Sędzia: Alain Rolland |

| 13 stycznia 201315:00 | Ospreys                                                     | 15:15(10:3) | Leicester Tigers                                        | Liberty Stadium, Swansea Widzów: 13 126 Sędzia: John Lacey |
| 13 stycznia 201315:00 | Dan Biggar 5 (pd K) Joe Bearman 5 (P) Jonathan Spratt 5 (P) | 15:15(10:3) | Ben Youngs 5 (P) Niall Morris 5 (P) Toby Flood 5 (pd K) | Liberty Stadium, Swansea Widzów: 13 126 Sędzia: John Lacey |

| 13 stycznia 201316:00 | Tuluza | 35:14(14:14) | Benetton                                    | Stade Ernest-Wallon, Tuluza Widzów: 15 382 Sędzia: Wayne Barnes |
| 13 stycznia 201316:00 | Florian Fritz 5 (P) Gary Botha 5 (P) Luke McAlister 10 (5pd) Patricio Albacete 5 (P) Vincent Clerc 5 (P) Yoann Huget 5 (P) | 35:14(14:14) | Tobias Botes 9 (3K) Tommaso Benvenuti 5 (P) | Stade Ernest-Wallon, Tuluza Widzów: 15 382 Sędzia: Wayne Barnes |
| 13 stycznia 201316:00 | Christopher Tolofua | 35:14(14:14) | Michele Rizzo                               | Stade Ernest-Wallon, Tuluza Widzów: 15 382 Sędzia: Wayne Barnes |

| 20 stycznia 201315:00 | Leicester Tigers  | 9:5(9:0) | Tuluza            | Welford Road, Leicester Widzów: 24 000 Sędzia: George Clancy |
| 20 stycznia 201315:00 | Toby Flood 9 (3K) | 9:5(9:0) | Yoann Huget 5 (P) | Welford Road, Leicester Widzów: 24 000 Sędzia: George Clancy |
| 20 stycznia 201315:00 | Toby Flood        | 9:5(9:0) |                   | Welford Road, Leicester Widzów: 24 000 Sędzia: George Clancy |

| 20 stycznia 201316:00 | Benetton                                                              | 17:14(3:6) | Ospreys                               | Stadio comunale di Monigo, Treviso Widzów: 2 300 Sędzia: Greg Garner |
| 20 stycznia 201316:00 | Alessandro Zanni 5 (P) Andrea Pratichetti 5 (P) Kris Burton 7 (2pd K) | 17:14(3:6) | Dan Biggar 9 (dg 2K) Tom Isaacs 5 (P) | Stadio comunale di Monigo, Treviso Widzów: 2 300 Sędzia: Greg Garner |

### Grupa C
| 13 października 201214:35 | Zebre                                             | 10:19(3:9) | Connacht                                | Stadio XXV Aprile, Parma Widzów: 1 800 Sędzia: Leighton Hodges |
| 13 października 201214:35 | Daniel Halangahu 5 (pd K) Filippo Ferrarini 5 (P) | 10:19(3:9) | Dan Parks 14 (pd 4K) John Muldoon 5 (P) | Stadio XXV Aprile, Parma Widzów: 1 800 Sędzia: Leighton Hodges |
| 13 października 201214:35 | Mauro Bergamasco                                  | 10:19(3:9) |                                         | Stadio XXV Aprile, Parma Widzów: 1 800 Sędzia: Leighton Hodges |

| 13 października 201218:00 | Harlequins | 40:13(13:13) | Biarritz                                        | Twickenham Stoop, Londyn Widzów: 13 815 Sędzia: George Clancy |
| 13 października 201218:00 | Ben Botica 18 (3pd 4K) Danny Care 5 (P) Jordan Turner-Hall 5 (P) Nick Evans 2 (pd) Rob Buchanan 5 (P) Seb Stegmann 5 (P) | 40:13(13:13) | Arnaud Heguy 5 (P) Julien Peyrelongue 8 (pd 2K) | Twickenham Stoop, Londyn Widzów: 13 815 Sędzia: George Clancy |
| 13 października 201218:00 | Dane Haylett-Petty | 40:13(13:13) |                                                 | Twickenham Stoop, Londyn Widzów: 13 815 Sędzia: George Clancy |

| 20 października 201218:00 | Connacht                                 | 22:30(19:24) | Harlequins                               | The Sportsground, Galway Widzów: 8 199 Sędzia: Jérôme Garcès |
| 20 października 201218:00 | Dan Parks 17 (pd 5K) Dave McSharry 5 (P) | 22:30(19:24) | Ben Botica 20 (pd 6K) Danny Care 10 (2P) | The Sportsground, Galway Widzów: 8 199 Sędzia: Jérôme Garcès |

| 20 października 201219:00 | Biarritz | 38:17(19:9) | Zebre                                                                  | Parc des Sports Aguiléra, Biarritz Widzów: 7 182 Sędzia: Dudley Phillips |
| 20 października 201219:00 | Arnaud Heguy 5 (P) Fabien Barcella 5 (P) Jean-Pascal Barraque 6 (3pd) Julien Peyrelongue 2 (pd) Pelu Ian Taele 5 (P) Takudzwa Ngwenya 5 (P) Yann Lesgourgues 10 (2P) | 38:17(19:9) | Daniel Halangahu 9 (3K) Dries van Schalkwyk 5 (P) Gonzalo Garcia 3 (K) | Parc des Sports Aguiléra, Biarritz Widzów: 7 182 Sędzia: Dudley Phillips |
| 20 października 201219:00 | Emiliano Caffini | 38:17(19:9) |                                                                        | Parc des Sports Aguiléra, Biarritz Widzów: 7 182 Sędzia: Dudley Phillips |

| 7 grudnia 201220:00 | Connacht                                        | 22:14(10:9) | Biarritz                                          | The Sportsground, Galway Widzów: 6 583 Sędzia: Greg Garner |
| 7 grudnia 201220:00 | Dan Parks 17 (pd 2dg 3K) Fetu’u Vainikolo 5 (P) | 22:14(10:9) | Dimitri Yachvili 9 (3K) Imanol Harinordoquy 5 (P) | The Sportsground, Galway Widzów: 6 583 Sędzia: Greg Garner |
| 7 grudnia 201220:00 | Eoin McKeon · Tiernan O’Halloran                | 22:14(10:9) |                                                   | The Sportsground, Galway Widzów: 6 583 Sędzia: Greg Garner |

| 8 grudnia 201214:35 | Zebre                                                              | 14:57(7:17) | Harlequins | Stadio XXV Aprile, Parma Widzów: 1 600 Sędzia: Neil Paterson |
| 8 grudnia 201214:35 | Alberto Chillon 5 (P) Leonardo Sarto 5 (P) Luciano Orquera 4 (2pd) | 14:57(7:17) | Ben Botica 7 (P pd) Matt Hopper 5 (P) Nick Easter 5 (P) Nick Evans 15 (6pd K) Rob Buchanan 5 (P) Sam Smith 10 (2P) | Stadio XXV Aprile, Parma Widzów: 1 600 Sędzia: Neil Paterson |
| 8 grudnia 201214:35 | Luca Redolfini · Mauro Bergamasco                                  | 14:57(7:17) | | Stadio XXV Aprile, Parma Widzów: 1 600 Sędzia: Neil Paterson |

| 14 grudnia 201221:00 | Biarritz                                                            | 17:0(10:0) | Connacht | Parc des Sports Aguiléra, Biarritz Widzów: 6 231 Sędzia: Leighton Hodges |
| 14 grudnia 201221:00 | Dimitri Yachvili 7 (2pd K) Iain Balshaw 5 (P) Seremaia Burotu 5 (P) | 17:0(10:0) |          | Parc des Sports Aguiléra, Biarritz Widzów: 6 231 Sędzia: Leighton Hodges |
| 14 grudnia 201221:00 | Benoit August · Thibault Dubarry                                    | 17:0(10:0) |          | Parc des Sports Aguiléra, Biarritz Widzów: 6 231 Sędzia: Leighton Hodges |

| 15 grudnia 201215:00 | Harlequins | 53:5(20:5) | Zebre                  | Twickenham Stoop, Londyn Widzów: 12 036 Sędzia: Mathieu Raynal |
| 15 grudnia 201215:00 | Ben Botica 5 (P) Danny Care 5 (P) Karl Dickson 5 (P) Nick Evans 18 (6pd 2K) Sam Smith 5 (P) Tom Casson 5 (P) Tom Guest 5 (P) | 53:5(20:5) | Ruggero Trevisan 5 (P) | Twickenham Stoop, Londyn Widzów: 12 036 Sędzia: Mathieu Raynal |
| 15 grudnia 201215:00 | Daniel Halangahu · Filippo Ferrarini · Gonzalo Garcia                                                                        | 53:5(20:5) |                        | Twickenham Stoop, Londyn Widzów: 12 036 Sędzia: Mathieu Raynal |

| 12 stycznia 201313:35 | Harlequins                                                                                        | 47:8(16:3) | Connacht                                               | Twickenham Stoop, Londyn Widzów: 13 270 Sędzia: Neil Paterson |
| 12 stycznia 201313:35 | Ben Botica 7 (P pd) George Lowe 5 (P) Nick Evans 15 (3pd 3K) Tom Williams 10 (2P) Ugo Monye 5 (P) | 47:8(16:3) | Johnny O’Connor 5 (P) Matthew Jarvis 3 (K)             | Twickenham Stoop, Londyn Widzów: 13 270 Sędzia: Neil Paterson |
| 12 stycznia 201313:35 | Joe Marler                                                                                        | 47:8(16:3) | Ethienne Reynecke · Fetu’u Vainikolo · Johnny O’Connor | Twickenham Stoop, Londyn Widzów: 13 270 Sędzia: Neil Paterson |

| 12 stycznia 201314:35 | Zebre                  | 6:32(6:20) | Biarritz                                                                                   | Stadio XXV Aprile, Parma Widzów: 1 200 Sędzia: Peter Fitzgibbon |
| 12 stycznia 201314:35 | Luciano Orquera 6 (2K) | 6:32(6:20) | Benoit Baby 5 (P) Dimitri Yachvili 12 (3pd 2K) Marcelo Bosch 10 (2P) Seremaia Burotu 5 (P) | Stadio XXV Aprile, Parma Widzów: 1 200 Sędzia: Peter Fitzgibbon |
| 12 stycznia 201314:35 | Paolo Buso             | 6:32(6:20) |                                                                                            | Stadio XXV Aprile, Parma Widzów: 1 200 Sędzia: Peter Fitzgibbon |

| 18 stycznia 201320:00 | Connacht                 | 25:20(12:6) | Zebre                                           | The Sportsground, Galway Widzów: 5 803 Sędzia: Pascal Gaüzère |
| 18 stycznia 201320:00 | Dan Parks 20 (pd 2dg 4K) | 25:20(12:6) | Daniel Halangahu 15 (5K) Ruggero Trevisan 5 (P) | The Sportsground, Galway Widzów: 5 803 Sędzia: Pascal Gaüzère |

| 18 stycznia 201321:00 | Biarritz                | 9:16(3:10) | Harlequins                            | Parc des Sports Aguiléra, Biarritz Widzów: 7 897 Sędzia: John Lacey |
| 18 stycznia 201321:00 | Dimitri Yachvili 9 (3K) | 9:16(3:10) | Nick Evans 11 (pd 3K) Tom Guest 5 (P) | Parc des Sports Aguiléra, Biarritz Widzów: 7 897 Sędzia: John Lacey |
| 18 stycznia 201321:00 | Wenceslas Lauret        | 9:16(3:10) | Joe Marler                            | Parc des Sports Aguiléra, Biarritz Widzów: 7 897 Sędzia: John Lacey |

### Grupa D
| 12 października 201220:00 | Ulster                                                                                  | 41:17(23:10) | Castres                                                       | Ravenhill Stadium, Belfast Widzów: 11 451 Sędzia: Andrew Small |
| 12 października 201220:00 | Andrew Trimble 5 (P) Paddy Jackson 21 (3pd 5K) Paul Marshall 10 (2P) Ruan Pienaar 5 (P) | 41:17(23:10) | Marc Andreu 5 (P) Marcel Garvey 5 (P) Romain Teulet 7 (2pd K) | Ravenhill Stadium, Belfast Widzów: 11 451 Sędzia: Andrew Small |
| 12 października 201220:00 | Tom Court                                                                               | 41:17(23:10) | Yannick Forestier                                             | Ravenhill Stadium, Belfast Widzów: 11 451 Sędzia: Andrew Small |

| 14 października 201212:45 | Northampton Saints                                                           | 24:15(24:15) | Glasgow Warriors                                          | Franklin’s Gardens, Northampton Widzów: 12 115 Sędzia: Romain Poite |
| 14 października 201212:45 | George Pisi 10 (2P) Ryan Lamb 2 (pd) Steve Myler 7 (P pd) Vas Artemyev 5 (P) | 24:15(24:15) | Josh Strauss 5 (P) Peter Horne 5 (pd K) Sean Lamont 5 (P) | Franklin’s Gardens, Northampton Widzów: 12 115 Sędzia: Romain Poite |

| 19 października 201220:00 | Glasgow Warriors                      | 8:19(3:6) | Ulster                                     | Scotstoun Stadium, Glasgow Widzów: 6 194 Sędzia: Mathieu Raynal |
| 19 października 201220:00 | Niko Matawalu 5 (P) Peter Horne 3 (K) | 8:19(3:6) | Chris Henry 5 (P) Paddy Jackson 14 (pd 4K) | Scotstoun Stadium, Glasgow Widzów: 6 194 Sędzia: Mathieu Raynal |

| 19 października 201221:00 | Castres                                                                                                 | 21:16(13:6) | Northampton Saints                       | Stade Ernest-Wallon, Tuluza Widzów: 11 425 Sędzia: Alain Rolland |
| 19 października 201221:00 | Antonie Claassen 5 (P) Paul Bonnefond 5 (P) Remi Tales 3 (dg) Romain Teulet 5 (pd K) Rory Kockott 3 (K) | 21:16(13:6) | George Pisi 5 (P) Steve Myler 11 (pd 3K) | Stade Ernest-Wallon, Tuluza Widzów: 11 425 Sędzia: Alain Rolland |
| 19 października 201221:00 | Brian Mujati                                                                                            | 21:16(13:6) |                                          | Stade Ernest-Wallon, Tuluza Widzów: 11 425 Sędzia: Alain Rolland |

| 7 grudnia 201219:35 | Glasgow Warriors   | 6:9(6:6) | Castres             | Scotstoun Stadium, Glasgow Widzów: 3 348 Sędzia: Wayne Barnes |
| 7 grudnia 201219:35 | Scott Wight 6 (2K) | 6:9(6:6) | Rory Kockott 9 (3K) | Scotstoun Stadium, Glasgow Widzów: 3 348 Sędzia: Wayne Barnes |

| 7 grudnia 201220:00 | Northampton Saints | 6:25(6:13) | Ulster                                                                                         | Franklin’s Gardens, Northampton Widzów: 13 475 Sędzia: Jérôme Garcès |
| 7 grudnia 201220:00 | Ryan Lamb 6 (2K)   | 6:25(6:13) | Andrew Trimble 5 (P) Dan Tuohy 5 (P) Jared Payne 5 (P) Paddy Jackson 5 (pd K) Tommy Bowe 5 (P) | Franklin’s Gardens, Northampton Widzów: 13 475 Sędzia: Jérôme Garcès |
| 7 grudnia 201220:00 | Iain Henderson     | 6:25(6:13) |                                                                                                | Franklin’s Gardens, Northampton Widzów: 13 475 Sędzia: Jérôme Garcès |

| 15 grudnia 201218:00 | Ulster               | 9:10(6:10) | Northampton Saints                              | Ravenhill Stadium, Belfast Widzów: 10 977 Sędzia: Nigel Owens |
| 15 grudnia 201218:00 | Paddy Jackson 9 (3K) | 9:10(6:10) | Gerrit-Jan van Velze 5 (P) Steve Myler 5 (pd K) | Ravenhill Stadium, Belfast Widzów: 10 977 Sędzia: Nigel Owens |

| 16 grudnia 201213:45 | Castres                                                               | 10:8(3:8) | Glasgow Warriors                     | Stade Pierre-Antoine, Castres Widzów: 8 224 Sędzia: Andrew Small |
| 16 grudnia 201213:45 | Daniel Kirkpatrick 2 (pd) Romain Teulet 3 (K) Yannick Caballero 5 (P) | 10:8(3:8) | John Barclay 5 (P) Peter Horne 3 (K) | Stade Pierre-Antoine, Castres Widzów: 8 224 Sędzia: Andrew Small |
| 16 grudnia 201213:45 | Byron McGuigan · Tom Ryder                                            | 10:8(3:8) |                                      | Stade Pierre-Antoine, Castres Widzów: 8 224 Sędzia: Andrew Small |

| 11 stycznia 201320:00 | Northampton Saints                  | 18:12(6:6) | Castres              | Franklin’s Gardens, Northampton Widzów: 11 891 Sędzia: George Clancy |
| 11 stycznia 201320:00 | Ryan Lamb 9 (3K) Steve Myler 9 (3K) | 18:12(6:6) | Rory Kockott 12 (4K) | Franklin’s Gardens, Northampton Widzów: 11 891 Sędzia: George Clancy |
| 11 stycznia 201320:00 | Anton Peikrishvili                  | 18:12(6:6) |                      | Franklin’s Gardens, Northampton Widzów: 11 891 Sędzia: George Clancy |

| 11 stycznia 201320:00 | Ulster                                                                         | 23:6(10:0) | Glasgow Warriors   | Ravenhill Stadium, Belfast Widzów: 10 940 Sędzia: Pascal Gaüzère |
| 11 stycznia 201320:00 | Darren Cave 5 (P) Jared Payne 5 (P) Nick Williams 5 (P) Ruan Pienaar 8 (pd 2K) | 23:6(10:0) | Duncan Weir 6 (2K) | Ravenhill Stadium, Belfast Widzów: 10 940 Sędzia: Pascal Gaüzère |
| 11 stycznia 201320:00 | Iain Henderson                                                                 | 23:6(10:0) |                    | Ravenhill Stadium, Belfast Widzów: 10 940 Sędzia: Pascal Gaüzère |

| 19 stycznia 201313:35 | Glasgow Warriors                                                                                       | 27:20(6:10) | Northampton Saints                                                        | Scotstoun Stadium, Glasgow Widzów: 4 193 Sędzia: Leighton Hodges |
| 19 stycznia 201313:35 | Josh Strauss 5 (P) Niko Matawalu 5 (P) Peter Horne 7 (P pd) Ruaridh Jackson 6 (2K) Scott Wight 4 (2pd) | 27:20(6:10) | Ben Foden 5 (P) Dom Waldouck 5 (P) George Pisi 5 (P) Steve Myler 5 (pd K) | Scotstoun Stadium, Glasgow Widzów: 4 193 Sędzia: Leighton Hodges |
| 19 stycznia 201313:35 | Alex Waller                                                                                            | 27:20(6:10) |                                                                           | Scotstoun Stadium, Glasgow Widzów: 4 193 Sędzia: Leighton Hodges |

| 19 stycznia 201314:35 | Castres                               | 8:9(8:6) | Ulster              | Stade Pierre-Antoine, Castres Widzów: 7 632 Sędzia: Nigel Owens |
| 19 stycznia 201314:35 | Remi Lamerat 5 (P) Rory Kockott 3 (K) | 8:9(8:6) | Ruan Pienaar 9 (3K) | Stade Pierre-Antoine, Castres Widzów: 7 632 Sędzia: Nigel Owens |

### Grupa E
| 13 października 201215:40 | Leinster               | 9:6(3:3) | Exeter Chiefs          | RDS Arena, Dublin Widzów: 18 500 Sędzia: Pascal Gaüzère |
| 13 października 201215:40 | Jonathan Sexton 9 (3K) | 9:6(3:3) | Gareth Steenson 6 (2K) | RDS Arena, Dublin Widzów: 18 500 Sędzia: Pascal Gaüzère |

| 13 października 201216:40 | Clermont | 49:16(16:13) | Scarlets                                                       | Stade Marcel-Michelin, Clermont-Ferrand Widzów: 17 520 Sędzia: Peter Fitzgibbon |
| 13 października 201216:40 | Brock James 2 (pd) Damien Chouly 5 (P) Julien Bonnaire 5 (P) Lee Byrne 5 (P) Morgan Parra 17 (4pd 3K) Napolioni Nalaga 5 (P) Sitiveni Sivivatu 5 (P) | 49:16(16:13) | Jonathan Davies 5 (P) Rhys Priestland 11 (pd dg 2K) Error 2042 | Stade Marcel-Michelin, Clermont-Ferrand Widzów: 17 520 Sędzia: Peter Fitzgibbon |
| 13 października 201216:40 | Morgan Stoddart · Morgan Stoddart | 49:16(16:13) |                                                                | Stade Marcel-Michelin, Clermont-Ferrand Widzów: 17 520 Sędzia: Peter Fitzgibbon |

| 20 października 201213:35 | Scarlets                                     | 13:20(0:11) | Leinster                                    | Parc y Scarlets, Llanelli Widzów: 9 555 Sędzia: Greg Garner |
| 20 października 201213:35 | Gareth Maule 5 (P) Rhys Priestland 8 (pd 2K) | 13:20(0:11) | Isa Nacewa 5 (P) Jonathan Sexton 15 (dg 4K) | Parc y Scarlets, Llanelli Widzów: 9 555 Sędzia: Greg Garner |
| 20 października 201213:35 | Ian Madigan                                  | 13:20(0:11) |                                             | Parc y Scarlets, Llanelli Widzów: 9 555 Sędzia: Greg Garner |

| 20 października 201218:00 | Exeter Chiefs                   | 12:46(12:10) | Clermont | Sandy Park, Exeter Widzów: 9 819 Sędzia: John Lacey |
| 20 października 201218:00 | Gareth Steenson 12 (4K)         | 12:46(12:10) | David Skrela 4 (2pd) Julien Bonnaire 5 (P) Morgan Parra 12 (3pd 2K) Napolioni Nalaga 10 (2P) Sitiveni Sivivatu 5 (P) Wesley Fofana 10 (2P) | Sandy Park, Exeter Widzów: 9 819 Sędzia: John Lacey |
| 20 października 201218:00 | Ignacio Mieres · Richard Baxter | 12:46(12:10) | | Sandy Park, Exeter Widzów: 9 819 Sędzia: John Lacey |

| 8 grudnia 201213:35 | Scarlets                                    | 16:22(6:16) | Exeter Chiefs                                 | Parc y Scarlets, Llanelli Widzów: 7 512 Sędzia: Mathieu Raynal |
| 8 grudnia 201213:35 | Aled Thomas 5 (pd K) Rhys Priestland 6 (2K) | 16:22(6:16) | Gareth Steenson 17 (pd 5K) Haydn Thomas 5 (P) | Parc y Scarlets, Llanelli Widzów: 7 512 Sędzia: Mathieu Raynal |
| 8 grudnia 201213:35 | Ben Moon                                    | 16:22(6:16) |                                               | Parc y Scarlets, Llanelli Widzów: 7 512 Sędzia: Mathieu Raynal |

| 9 grudnia 201216:00 | Clermont                                | 15:12(15:9) | Leinster                | Stade Marcel-Michelin, Clermont-Ferrand Widzów: 17 760 Sędzia: Nigel Owens |
| 9 grudnia 201216:00 | Brock James 3 (dg) Morgan Parra 12 (4K) | 15:12(15:9) | Jonathan Sexton 12 (4K) | Stade Marcel-Michelin, Clermont-Ferrand Widzów: 17 760 Sędzia: Nigel Owens |

| 15 grudnia 201215:40 | Exeter Chiefs                                                                           | 30:20(20:13) | Scarlets                                                     | Sandy Park, Exeter Widzów: 9 258 Sędzia: Romain Poite |
| 15 grudnia 201215:40 | Gareth Steenson 15 (3pd 3K) Ian Whitten 5 (P) James Scaysbrook 5 (P) Simon Alcott 5 (P) | 30:20(20:13) | Aled Thomas 10 (2pd 2K) Ken Owens 5 (P) Scott Williams 5 (P) | Sandy Park, Exeter Widzów: 9 258 Sędzia: Romain Poite |
| 15 grudnia 201215:40 | James Hanks                                                                             | 30:20(20:13) | Liam Williams                                                | Sandy Park, Exeter Widzów: 9 258 Sędzia: Romain Poite |

| 15 grudnia 201215:40 | Leinster                                                              | 21:28(6:16) | Clermont                                    | Aviva Stadium, Dublin Widzów: 48 964 Sędzia: Wayne Barnes |
| 15 grudnia 201215:40 | Fergus McFadden 5 (P) Jonathan Sexton 11 (pd 3K) Shane Jennings 5 (P) | 21:28(6:16) | Morgan Parra 23 (pd 7K) Wesley Fofana 5 (P) | Aviva Stadium, Dublin Widzów: 48 964 Sędzia: Wayne Barnes |
| 15 grudnia 201215:40 | Sean O’Brien                                                          | 21:28(6:16) | Julien Bardy                                | Aviva Stadium, Dublin Widzów: 48 964 Sędzia: Wayne Barnes |

| 12 stycznia 201318:00 | Leinster | 33:14(19:11) | Scarlets                                  | RDS Arena, Dublin Widzów: 18 200 Sędzia: Jérôme Garcès |
| 12 stycznia 201318:00 | Cian Healy 5 (P) Ian Madigan 7 (P pd) Jonathan Sexton 6 (3pd) Luke Fitzgerald 5 (P) Rob Kearney 5 (P) Shane Jennings 5 (P) | 33:14(19:11) | Aled Thomas 6 (2K) Liam Williams 8 (P dg) | RDS Arena, Dublin Widzów: 18 200 Sędzia: Jérôme Garcès |

| 12 stycznia 201319:00 | Clermont | 46:3(20:3) | Exeter Chiefs         | Stade Marcel-Michelin, Clermont-Ferrand Widzów: 17 666 Sędzia: Nigel Owens |
| 12 stycznia 201319:00 | Damien Chouly 5 (P) David Skrela 7 (P pd) Jean-Marcellin Buttin 10 (2P) Morgan Parra 14 (4pd 2K) Napolioni Nalaga 5 (P) Wesley Fofana 5 (P) | 46:3(20:3) | Gareth Steenson 3 (K) | Stade Marcel-Michelin, Clermont-Ferrand Widzów: 17 666 Sędzia: Nigel Owens |
| 12 stycznia 201319:00 | Thomas Domingo | 46:3(20:3) |                       | Stade Marcel-Michelin, Clermont-Ferrand Widzów: 17 666 Sędzia: Nigel Owens |

| 19 stycznia 201318:00 | Exeter Chiefs                                | 20:29(17:12) | Leinster                                                                                                   | Sandy Park, Exeter Widzów: 10 198 Sędzia: Romain Poite |
| 19 stycznia 201318:00 | Gareth Steenson 10 (2pd 2K) Neil Clark 5 (P) | 20:29(17:12) | Brian O’Driscoll 5 (P) Gordon D’Arcy 5 (P) Jamie Heaslip 5 (P) Jonathan Sexton 9 (3pd K) Rob Kearney 5 (P) | Sandy Park, Exeter Widzów: 10 198 Sędzia: Romain Poite |
| 19 stycznia 201318:00 | Ben White                                    | 20:29(17:12) | Isaac Boss                                                                                                 | Sandy Park, Exeter Widzów: 10 198 Sędzia: Romain Poite |

| 19 stycznia 201318:00 | Scarlets | 0:29(0:24) | Clermont | Parc y Scarlets, Llanelli Widzów: 7 167 Sędzia: Neil Paterson |
| 19 stycznia 201318:00 | Aurélien Rougerie 5 (P) Benson Stanley 5 (P) David Skrela 2 (pd) Morgan Parra 12 (P 2pd K) Napolioni Nalaga 5 (P) | 0:29(0:24) |          | Parc y Scarlets, Llanelli Widzów: 7 167 Sędzia: Neil Paterson |

### Grupa F
| 14 października 201212:45 | Sale Sharks                                                                                           | 34:33(12:24) | Cardiff Blues                                     | Salford City Stadium, Manchester Widzów: 5 853 Sędzia: Jérôme Garcès |
| 14 października 201212:45 | Danny Cipriani 5 (P) Mark Jennings 5 (P) Nick MacLeod 12 (4K) Rob Miller 7 (2pd K) Tony Buckley 5 (P) | 34:33(12:24) | Alex Cuthbert 15 (3P) Leigh Halfpenny 18 (3pd 4K) | Salford City Stadium, Manchester Widzów: 5 853 Sędzia: Jérôme Garcès |
| 14 października 201212:45 | Lewis Jones                                                                                           | 34:33(12:24) |                                                   | Salford City Stadium, Manchester Widzów: 5 853 Sędzia: Jérôme Garcès |

| 14 października 201221:00 | Tulon | 37:16(18:3) | Montpellier                                                           | Stade Mayol, Tulon Widzów: 12 547 Sędzia: Wayne Barnes |
| 14 października 201221:00 | Bakkies Botha 5 (P) Delon Armitage 10 (2P) Jonny Wilkinson 10 (2pd 2K) Mathieu Bastareaud 5 (P) Matt Giteau 2 (pd) Pierrick Gunther 5 (P) | 37:16(18:3) | Benoit Paillaugue 5 (pd K) Ilian Perraux 6 (2K) Mamuka Gorgodze 5 (P) | Stade Mayol, Tulon Widzów: 12 547 Sędzia: Wayne Barnes |

| 21 października 201212:45 | Cardiff Blues             | 14:22(8:6) | Tulon                                             | Cardiff Arms Park, Cardiff Widzów: 9 624 Sędzia: George Clancy |
| 21 października 201212:45 | Leigh Halfpenny 14 (P 3K) | 14:22(8:6) | Jonny Wilkinson 17 (pd 5K) Steffon Armitage 5 (P) | Cardiff Arms Park, Cardiff Widzów: 9 624 Sędzia: George Clancy |

| 21 października 201216:00 | Montpellier                                                                                      | 33:18(12:8) | Sale Sharks                                               | Stade Yves-du-Manoir, Montpellier Widzów: 10 414 Sędzia: Neil Paterson |
| 21 października 201216:00 | François Trinh-Duc 5 (P) Julien Tomas 5 (P) Martin Bustos Moyano 18 (3pd 4K) Timoci Nagusa 5 (P) | 33:18(12:8) | Mark Cueto 5 (P) Richie Vernon 5 (P) Rob Miller 8 (pd 2K) | Stade Yves-du-Manoir, Montpellier Widzów: 10 414 Sędzia: Neil Paterson |

| 8 grudnia 201215:40 | Sale Sharks           | 6:17(6:11) | Tulon                                     | Salford City Stadium, Manchester Widzów: 9 154 Sędzia: Leighton Hodges |
| 8 grudnia 201215:40 | Danny Cipriani 6 (2K) | 6:17(6:11) | David Smith 5 (P) Jonny Wilkinson 12 (4K) | Salford City Stadium, Manchester Widzów: 9 154 Sędzia: Leighton Hodges |

| 9 grudnia 201212:45 | Cardiff Blues            | 24:35(15:19) | Montpellier                                                                              | Cardiff Arms Park, Cardiff Widzów: 6 014 Sędzia: John Lacey |
| 9 grudnia 201212:45 | Rhys Patchell 24 (dg 7K) | 24:35(15:19) | Benoit Paillaugue 20 (pd 6K) Mamuka Gorgodze 5 (P) Timoci Nagusa 5 (P) Yoan Audrin 5 (P) | Cardiff Arms Park, Cardiff Widzów: 6 014 Sędzia: John Lacey |
| 9 grudnia 201212:45 | Lloyd Williams           | 24:35(15:19) |                                                                                          | Cardiff Arms Park, Cardiff Widzów: 6 014 Sędzia: John Lacey |

| 15 grudnia 201219:00 | Montpellier | 34:21(17:8) | Cardiff Blues                                                    | Stade Yves-du-Manoir, Montpellier Widzów: 11 209 Sędzia: Greg Garner |
| 15 grudnia 201219:00 | Johnnie Beattie 5 (P) Martin Bustos Moyano 14 (4pd 2K) Rassie Jansen van Vuuren 5 (P) Timoci Nagusa 5 (P) Yoan Audrin 5 (P) | 34:21(17:8) | Alex Cuthbert 5 (P) Rhys Patchell 11 (pd 3K) Sam Warburton 5 (P) | Stade Yves-du-Manoir, Montpellier Widzów: 11 209 Sędzia: Greg Garner |

| 16 grudnia 201216:00 | Tulon | 62:0(17:0) | Sale Sharks     | Stade Mayol, Tulon Widzów: 13 935 Sędzia: John Lacey |
| 16 grudnia 201216:00 | David Smith 5 (P) Dawit Kubriaszwili 5 (P) Delon Armitage 5 (P) Frédéric Michalak 20 (P 6pd K) Jean-Charles Orioli 5 (P) Joe van Niekerk 10 (2P) Jonny Wilkinson 2 (pd) Rudi Wulf 5 (P) Steffon Armitage 5 (P) | 62:0(17:0) |                 | Stade Mayol, Tulon Widzów: 13 935 Sędzia: John Lacey |
| 16 grudnia 201216:00 | Simon Shaw | 62:0(17:0) | Fraser McKenzie | Stade Mayol, Tulon Widzów: 13 935 Sędzia: John Lacey |

| 11 stycznia 201320:00 | Sale Sharks           | 6:27(6:12) | Montpellier                                                                                                 | Salford City Stadium, Manchester Widzów: 6 088 Sędzia: Leighton Hodges |
| 11 stycznia 201320:00 | Danny Cipriani 6 (2K) | 6:27(6:12) | Benoit Paillaugue 5 (pd K) Eric Escande 2 (pd) Johnnie Beattie 5 (P) Pierre Berard 5 (P) Yohann Artru 5 (P) | Salford City Stadium, Manchester Widzów: 6 088 Sędzia: Leighton Hodges |

| 12 stycznia 201314:35 | Tulon | 45:25(19:8) | Cardiff Blues                                                        | Stade Mayol, Tulon Widzów: 13 509 Sędzia: JP Doyle |
| 12 stycznia 201314:35 | Alexis Palisson 5 (P) Florian Fresia 5 (P) Jean-Charles Orioli 5 (P) Jonny Wilkinson 8 (4pd) Mathieu Bastareaud 5 (P) Matt Giteau 2 (pd) Maxime Mermoz 5 (P) Rudi Wulf 5 (P) Xavier Chiocci 5 (P) | 45:25(19:8) | Alex Cuthbert 5 (P) Dafydd Hewitt 5 (P) Leigh Halfpenny 15 (2P pd K) | Stade Mayol, Tulon Widzów: 13 509 Sędzia: JP Doyle |

| 19 stycznia 201315:40 | Cardiff Blues                                                           | 26:14(9:7) | Sale Sharks                                              | Cardiff Arms Park, Cardiff Widzów: 7 473 Sędzia: Peter Fitzgibbon |
| 19 stycznia 201315:40 | Leigh Halfpenny 16 (2pd 4K) Lloyd Williams 5 (P) Michael Paterson 5 (P) | 26:14(9:7) | Aston Croall 5 (P) Rob Miller 4 (2pd) Tommy Taylor 5 (P) | Cardiff Arms Park, Cardiff Widzów: 7 473 Sędzia: Peter Fitzgibbon |

| 19 stycznia 201316:40 | Montpellier                                           | 23:3(16:3) | Tulon                 | Stade Yves-du-Manoir, Montpellier Widzów: 14 370 Sędzia: Alain Rolland |
| 19 stycznia 201316:40 | Benoit Paillaugue 18 (P 2pd 3K) Thomas Combezou 5 (P) | 23:3(16:3) | Jonny Wilkinson 3 (K) | Stade Yves-du-Manoir, Montpellier Widzów: 14 370 Sędzia: Alain Rolland |
| 19 stycznia 201316:40 | Delon Armitage                                        | 23:3(16:3) |                       | Stade Yves-du-Manoir, Montpellier Widzów: 14 370 Sędzia: Alain Rolland |

## Faza pucharowa
|  |                  |                  |                  |                  |    |          |              |          |  |  |       |       |       |
|  | Ćwierćfinał      | Ćwierćfinał      | Ćwierćfinał      |                  |    | Półfinał | Półfinał     | Półfinał |  |  | Finał | Finał | Finał |
|  | Ćwierćfinał      | Ćwierćfinał      | Ćwierćfinał      |                  |    | Półfinał | Półfinał     | Półfinał |  |  | Finał | Finał | Finał |
|  | 06 kwietnia 2013 |                  |                  |                  |    |          |              |          |  |  |       |       |       |
|  |                  |                  |                  |                  |    |          |              |          |  |  |       |       |       |
|  | Clermont         | Clermont         | 36               |                  |    |          |              |          |  |  |       |       |       |
|  | Clermont         | Clermont         | 36               | 27 kwietnia 2013 |    |          |              |          |  |  |       |       |       |
|  | Montpellier      | Montpellier      | 14               |                  |    |          |              |          |  |  |       |       |       |
|  | Montpellier      | Montpellier      | 14               |                  |    | Clermont | Clermont     | 16       |  |  |       |       |       |
|  | 07 kwietnia 2013 |                  |                  |                  |    | Clermont | Clermont     | 16       |  |  |       |       |       |
|  |                  |                  | Munster          | Munster          | 10 |          |              |          |  |  |       |       |       |
|  | Harlequins       | Harlequins       | Munster          | Munster          | 10 | 12       |              |          |  |  |       |       |       |
|  | Harlequins       | Harlequins       |                  |                  |    | 12       | 18 maja 2013 |          |  |  |       |       |       |
|  | Munster          | Munster          | 18               |                  |    |          |              |          |  |  |       |       |       |
|  | Munster          | Munster          | 18               |                  |    | Clermont | Clermont     | 15       |  |  |       |       |       |
|  | 06 kwietnia 2013 |                  |                  |                  |    | Clermont | Clermont     | 15       |  |  |       |       |       |
|  |                  |                  | Tulon            | Tulon            | 16 |          |              |          |  |  |       |       |       |
|  | Saracens         | Saracens         | Tulon            | Tulon            | 16 | 27       |              |          |  |  |       |       |       |
|  | Saracens         | Saracens         | 28 kwietnia 2013 |                  |    | 27       |              |          |  |  |       |       |       |
|  | Ulster           | Ulster           | 16               |                  |    |          |              |          |  |  |       |       |       |
|  | Ulster           | Ulster           | 16               |                  |    | Saracens | Saracens     | 12       |  |  |       |       |       |
|  | 07 kwietnia 2013 |                  |                  |                  |    | Saracens | Saracens     | 12       |  |  |       |       |       |
|  |                  |                  | Tulon            | Tulon            | 24 |          |              |          |  |  |       |       |       |
|  | Tulon            | Tulon            | Tulon            | Tulon            | 24 | 21       |              |          |  |  |       |       |       |
|  | Tulon            | Tulon            |                  |                  |    |          |              |          |  |  |       |       |       |
|  | Leicester Tigers | Leicester Tigers | 15               |                  |    |          |              |          |  |  |       |       |       |
|  | Leicester Tigers | Leicester Tigers | 15               |                  |    |          |              |          |  |  |       |       |       |

| 6 kwietnia 201316:40 | Clermont | 36:14(15:9) | Montpellier                                  | Stade Marcel-Michelin, Clermont-Ferrand Widzów: 17 726 Sędzia: Wayne Barnes |
| 6 kwietnia 201316:40 | Aurélien Rougerie 5 (P) David Skrela 4 (2pd) Lee Byrne 5 (P) Morgan Parra 7 (2pd K) Napolioni Nalaga 5 (P) Sitiveni Sivivatu 5 (P) Wesley Fofana 5 (P) | 36:14(15:9) | Benoit Paillaugue 9 (3K) Timoci Nagusa 5 (P) | Stade Marcel-Michelin, Clermont-Ferrand Widzów: 17 726 Sędzia: Wayne Barnes |

| 7 kwietnia 201314:00 | Harlequins         | 12:18(9:6) | Munster              | Twickenham Stoop, Londyn Widzów: 15 000 Sędzia: Jérôme Garcès |
| 7 kwietnia 201314:00 | Nick Evans 12 (4K) | 12:18(9:6) | Ronan O’Gara 18 (6K) | Twickenham Stoop, Londyn Widzów: 15 000 Sędzia: Jérôme Garcès |

| 6 kwietnia 201318:30 | Saracens                                                     | 27:16(16:6) | Ulster                                       | Twickenham Stadium Londyn Widzów: 37 888 Sędzia: Romain Poite |
| 6 kwietnia 201318:30 | Chris Ashton 5 (P) Owen Farrell 17 (pd 5K) Will Fraser 5 (P) | 27:16(16:6) | Iain Henderson 5 (P) Ruan Pienaar 11 (pd 3K) | Twickenham Stadium Londyn Widzów: 37 888 Sędzia: Romain Poite |

| 7 kwietnia 201317:30 | Tulon                      | 21:15(6:9) | Leicester Tigers   | Stade Mayol, Tulon Widzów: 15 000 Sędzia: George Clancy |
| 7 kwietnia 201317:30 | Jonny Wilkinson 21 (dg 6K) | 21:15(6:9) | Toby Flood 15 (5K) | Stade Mayol, Tulon Widzów: 15 000 Sędzia: George Clancy |
| 7 kwietnia 201317:30 | Dan Cole · Toby Flood      | 21:15(6:9) |                    | Stade Mayol, Tulon Widzów: 15 000 Sędzia: George Clancy |

| 27 kwietnia 201318:00 | Clermont                                       | 16:10(13:3) | Munster                                  | Stade de la Mosson, Montpellier Widzów: 31 259 Sędzia: Nigel Owens |
| 27 kwietnia 201318:00 | Morgan Parra 11 (pd 3K) Napolioni Nalaga 5 (P) | 16:10(13:3) | Denis Hurley 5 (P) Ronan O’Gara 5 (pd K) | Stade de la Mosson, Montpellier Widzów: 31 259 Sędzia: Nigel Owens |

| 28 kwietnia 201315:00 | Saracens             | 12:24(9:12) | Tulon                      | Twickenham Stadium Londyn Widzów: 25 584 Sędzia: Alain Rolland |
| 28 kwietnia 201315:00 | Owen Farrell 12 (4K) | 12:24(9:12) | Jonny Wilkinson 24 (dg 7K) | Twickenham Stadium Londyn Widzów: 25 584 Sędzia: Alain Rolland |
| 28 kwietnia 201315:00 | Danie Rossouw        | 12:24(9:12) |                            | Twickenham Stadium Londyn Widzów: 25 584 Sędzia: Alain Rolland |

| 18 maja 201317:00 | Clermont                                                       | 15:16(3:3) | Tulon                                           | Aviva Stadium, Dublin Widzów: 50 148 Sędzia: Alain Rolland |
| 18 maja 201317:00 | Brock James 5 (P) Morgan Parra 5 (pd K) Napolioni Nalaga 5 (P) | 15:16(3:3) | Delon Armitage 5 (P) Jonny Wilkinson 11 (pd 3K) | Aviva Stadium, Dublin Widzów: 50 148 Sędzia: Alain Rolland |